# Туреччина на зимових Олімпійських іграх 2014
Туреччина на зимових Олімпійських іграх 2014 року у Сочі була представлена 6 спортсменами у 3 видах спорту.